# Quetin Head
Das Quetin Head ist eine felsige Landspitze an der Borchgrevink-Küste des ostantarktischen Viktorialands. Die 900 m hohe Formation liegt 5,5 km südwestlich des Kap Phillips im Süden der Daniell-Halbinsel und markiert die östliche Ausdehnung des Mandible Cirque.
Das Advisory Committee on Antarctic Names benannte die Landspitze 2005 nach den Meeresbiologen Langdon B. Quetin und Robin Macurda Ross-Quetin von der University of California, Santa Barbara, die zwischen 1991 und 2004 an 14 Kampagnen im Rahmen des United States Antarctic Program zu Studien im Südlichen Ozean teilnahmen.